# Celebration (gruppo musicale)
I Celebration sono un gruppo musicale statunitense, formatosi a Baltimora (Maryland) nel 2004.

## Formazione
- Katrina Ford - voce, percussioni
- Sean Antanaitis - chitarra, organo, piano, tastiere, elettronica
- David Bergander - batteria, percussioni

## Discografia

### Album
- 2005 - Celebration
- 2007 - The Modern Tribe
- 2010 - Hello Paradise

### Collaborazioni
- David e Sean hanno collaborato all'album Anywhere I Lay My Head di Scarlett Johansson
- Katrina Ford ha lavorato con The Dead Science (in Villainaire), David Andrew Sitek (in Maximum Balloon) e in diversi album dei TV on the Radio. Inoltre appare nell'album Where Did the Night Fall degli U.N.K.L.E.